# Jamal (Satellit)
Jamal (russisch Яма́л) ist eine Konstellation russischer Kommunikationssatelliten, die von Gazprom Space Systems (russisch Газпром космические системы) betrieben werden, einem Telekommunikationsunternehmen, an dem Gazprom, RKK Energija und die Gazprombank beteiligt sind. Die Satelliten dienen der Übertragung von Fernsehsendungen, Hörfunksendungen und Internetzugang über Satellit.

## Satelliten
| Satellit       | Startdatum (UTC)  | Trägerrakete       | Startplatz   | Satellitenbus                         | NSSDC-ID  | Position    | Anmerkungen                                                 |
| -------------- | ----------------- | ------------------ | ------------ | ------------------------------------- | --------- | ----------- | ----------------------------------------------------------- |
| Jamal 101      | 06.09.1999, 16:36 | Proton-K/Block-DM2 | Ba LC-81/23  | USP (RKK Energija)                    | 1999-047A | 176,5° Ost  | Fehler bei der Stufentrennung, Satellit unbrauchbar         |
| Jamal 102      | 06.09.1999, 16:36 | Proton-K/Block-DM2 | Ba LC-81/23  | USP (RKK Energija)                    | 1999-047B | 134,6° West | Außer Betrieb seit August 2010                              |
| Jamal 201      | 24.11.2003, 06:22 | Proton-K/Block-DM2 | Ba LC-81/23  | USP (RKK Energija)                    | 2003-053B | 57,8° Ost   | Außer Betrieb seit Juni 2014                                |
| Jamal 202      | 24.11.2003, 06:22 | Proton-K/Block-DM2 | Ba LC-81/23  | USP (RKK Energija)                    | 2003-053A | 49,0° Ost   | Außer Betrieb seit Juli 2019                                |
| Jamal 203      | -                 | Proton-K/Block-DM2 | Ba           | USP (RKK Energija)                    | -         | -           | storniert                                                   |
| Jamal 204      | -                 | Proton-K/Block-DM2 | Ba           | USP (RKK Energija)                    | -         | -           | storniert                                                   |
| Jamal 300K     | 02.11.2012, 21:04 | Proton-M/Bris-M    | Ba LC-81/24  | Ekspress-1000NTA (NPO PM)             | 2012-061B | 177,1° West |                                                             |
| Jamal 301      | -                 | Proton-M/Block-DM3 | Ba           | USP (RKK Energija)                    | -         | -           | storniert                                                   |
| Jamal 302      | -                 | Proton-M/Block-DM3 | Ba           | USP (RKK Energija)                    | -         | -           | storniert                                                   |
| Jamal 401      | 15.12.2014, 00:16 | Proton-M/Bris-M    | Ba LC-81/24  | Ekspress-2000A (NPO PM)               | 2014-082A | 90° Ost     |                                                             |
| Jamal 400 KA-1 | -                 | Proton-M/Bris-M    | Ba           | Spacebus-4000C3 (Thales Alenia Space) | -         | -           | storniert                                                   |
| Jamal 402      | 08.12.2012, 13:13 | Proton-M/Bris-M    | Ba LC-200/39 | Spacebus-4000C3 (Thales Alenia Space) | 2012-070A | 54,9° Ost   | Minderleistung der Oberstufe, niedrigerer Orbit als geplant |
| Jamal 601      | 30.05.2019, 17:42 | Proton-M/Bris-M    | Ba LC-200/39 | Spacebus-4000C4 (Thales Alenia Space) | 2019-031A | 49° Ost     |                                                             |